# 一文字弥太郎
一文字 弥太郎（いちもんじ やたろう、1959年〈昭和34年〉3月17日 - 2022年〈令和4年〉2月18日）は、広島県で活動していたフリーパーソナリティ、ローカルタレント。
本名の名切勝則（なぎり かつのり）名義で放送作家、実業家としても活動し、一般社団法人・日本放送作家協会の中国支部長も務めていたが、2021年まで名切が一文字の正体であることは非公表だった。

## 来歴
京都産業大学卒業約1年後の1985年から、テレビ局でカメラアシスタントや機材運搬などのアルバイトを開始。その頃ディレクターに台本作成を命じられたことが放送作家の始まり。その後、話の面白さからラジオパーソナリティの話が舞い込み、1987年10月、中国放送（RCC）で放送開始のラジオ番組「びしびしばしばしらんらんラジオ」のパーソナリティとして活動開始。通算10年6ヶ月間務め、自身の代表作になる。
一文字の芸名は、仮面ライダーの主人公の役名が由来で、本名で行っていた放送作家としての活動と区別するためにディレクターの下畠英治などの複数人により名づけられた。デビュー当初より覆面パーソナリティで正体について色々な噂があった中、長らく公式には非公表としていたが、2021年4月掲載の日本放送作家協会のリレーエッセイで、正体が名切であることを自ら公表した。
ラジオに初登場したのは1987年夏。「西田篤史のギャザリングミュージックシャワー」内にて。あっちゃんの「きょうはスタジオに牛が来ています！」の掛け声に合わせ「モ～～～」と絶叫したのが初登場だったという（びしばし内にて本人談）。
放送作家としては、1992年から担当した週刊パパたいむで最高視聴率33%を記録した。
プロレスの大ファンで、「びしびしばしばしらんらんラジオ」では「ペンネーム」「ラジオネーム」の代わりに「リングネーム」を使っていたほどである。
2013年にテレビやラジオ・映画・インターネットなどの映像などの企画制作を行う会社一文字屋を設立。2014年に飲食部門を始め、2017年には実店舗のイリガン珈琲店、2019年には実店舗のイリガン咖哩店を開店した。イリガンは、苗字の名切をローマ字表記した上で逆さ読みしたもの。出演者としては没時時点でRCCラジオ「一文字弥太郎の週末ナチュラリスト 朝ナマ!」のパーソナリティを務めた。
2022年1月8日の放送以降番組を休演していたが、2月18日の朝に死去したことが翌19日の「週末ナチュラリスト 朝ナマ!」冒頭で発表された。改めて、一文字が運営するイリガン珈琲店のホームページで、1月中旬にコロナウイルス感染判明後療養、症状悪化後入院していたが、細菌性の肺炎合併症悪化により18日8時44分に62歳で死去したことを発表した。
2022年3月27日、西区民文化センター（広島市西区）で「ありがとう 一文字弥太郎さん メモリアルひろば」が設けられお別れ会が行われた。

## 正体公表以前に本人が公表した正体
以前は覆面パーソナリティとして正体は非公表とされ、かつて放送していた「びしびしばしばしらんらんラジオ」出演時の雑誌取材で以下の情報程度しか公表されなかった。
- 出身地が三原市[17]で、現在は広島市安佐南区在住。
- 広島県立三原東高等学校卒業。この高校生時代は生徒会長をしていたこと[17]。
- 京都産業大学経済学部に通っており、大学生時代は京都で暮らしていた[17]。大学時代は落語研究会に所属していた[17]。
- 山口百恵、松田聖子、小泉今日子のファンだったというアイドル遍歴がある[17]。
- 本人曰く、自分の正体を最初に発見したのはタクシーの運転手だったとのこと[17]。

「一文字弥太郎の週末ナチュラリスト 朝ナマ！」などでも日本放送作家協会リレーエッセイ公表まで以上の情報程度しか公表されなかった。
覆面パーソナリティとしてデビューする以前の1983年には、広島ホームテレビの『独占!ひろしま60分』のコーナー「べっぴんを探せ!」のリポーターとして、「べっぴん太郎」名義で顔出し出演していた。

## 死没時の担当番組

### ラジオ
- 一文字弥太郎の週末ナチュラリスト 朝ナマ!（2002年10月 - 2022年2月、中国放送）

### インターネットラジオ
- 横川ラジオ（stand.fm）

## 過去の担当番組

### ラジオ
- びしびしばしばしらんらんラジオ（1987年10月 - 1998年4月、中国放送）
- イブニングページ 週末ナチュラリスト→一文字弥太郎のイブニングページ 週末ナチュラリスト（1998年4月 - 2002年9月、中国放送）
- 中四国ライブネット（中国放送）
  - 「広島発 一文字弥太郎と柳田理科雄の空想科学ラジオ読本 新春スペシャル」（2007年1月6日）[19]
  - 「広島発 発表！プロが選ぶ中四国劇場シネマ大賞！」（2007年10月6日）
  - 「広島発 芸州・広島藩から見た明治維新！」（2019年11月17日）

### テレビ
- ジョブジョブ（2004年4月 - 2007年3月、広島ホームテレビ）ナレーション
- サウナぼっち。（2021年5月-8月、中国放送）「ラジオ37」室蒸ジュー太

### ブログ
- 一文字弥太郎のレシートブログ（『旬遊』HP内）[リンク切れ]

### インターネットラジオ
- ついツイ生だし広島ラジオ（USTREAM）

## 放送作家としての担当

### テレビ
- 週刊パパたいむ（1992年4月 - 2003年6月、中国放送）[7][20]
- ひろしま菜'S（2005年4月 - 2009年3月、広島ホームテレビ）構成[7]
- ぐるぐるスクール（2012年10月 - 2016年12月、広島テレビ放送）演出[7]
- 地球派宣言～広島の水の中、もぐってみました～（広島ホームテレビ）[7]
- イマナマ!（2012年4月 - 2022年、中国放送）[7]
- サウナぼっち。（2021年5月 - 8月、中国放送）脚本

### 補足
1. ↑  出典では店主である息子の苗字から取ったものとしている。